# Kleinensiel
Das Dorf Kleinensiel gehört als Bauerschaft zu Rodenkirchen und ist Teil der Gemeinde Stadland, die im niedersächsischen Landkreis Wesermarsch liegt. Es ist mit etwa 600 Einwohnern der kleinste Ort der Gemeinde. Die Ortschaft verfügte seit dem mittleren Mittelalter über eine Fährverbindung auf die andere Weserseite nach Dedesdorf-Eidewarden, welche erst 2004 aufgrund des neu geschaffenen Wesertunnels am Ortsrand eingestellt wurde.
Ferner wird der lange Kleinensieler Sandstrand momentan zum Naherholungsgebiet ausgebaut.

## Landschaft

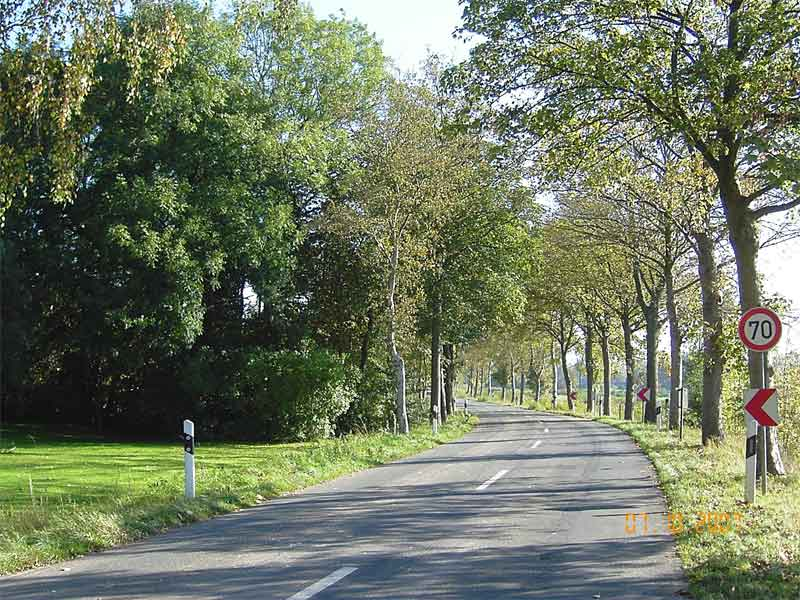
Zufahrt zum Ort

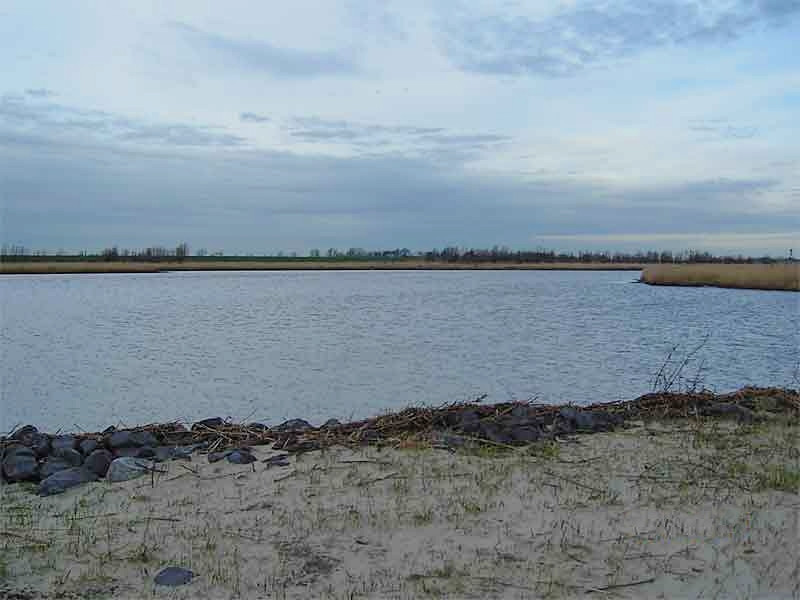
Kompensationsmaßnahme Kleinensieler Plate

### Alleen
Kleinensiels Zufahrtsstraßen sind traditionell durch langgezogene Alleen geprägt, die allerdings teilweise in den letzten Jahren und Jahrzehnten verschiedenen Baumaßnahmen gewichen sind. Momentan sind die Bürger Kleinensiels dabei dieses alte Bild Kleinensiels durch eigene finanzielle Mittel und Arbeit wiederherzustellen.

### Kompensationsmaßnahme Kleinensieler Plate
In den Jahren 1999 und 2000 wurde im Zuge der Fahrrinnenvertiefung des Außenweser auf der Kleinensieler Plate eine 56 ha große Ausgleichs- bzw. Kompensationsfläche geschaffen. Die Landschaft wurde hier in ihren Urzustand mit Tidengewässer, Röhrichtgürtel, Auengebüsch und großen Grünflächen zurückversetzt.
Kernstück ist eine 10,5 ha große Brackwasserfläche mit gedämpftem Tidenhub und Mindestwasserstand von 2 Metern in dem neben Aalen, Butt, Zander, Kleinkrebsen und Schlammröhrenwürmern auch viele andere landschaftstypische Tiere beheimatet sind. Auch Wat- und Wasservögel wie Alpenstrandläufer, Flussuferläufer, Bekassine, Säbelschnäbler, Kiebitze, Möwen, Gänsesäger, Krickenten, Pfeifenten, Schnatterenten, Sturmmöwen, Zwergsägern, Graugänse, Reiherenten und viele andere Vögel sind hier anzutreffen.

### Kleinensieler Sandstrand
Im Zuge der „Kompensationsmaßnahme Kleinensieler Plate“ wurde der stark verschlickte Kleinensieler Sandstrand, der auch vorher schon einen hohen Stellenwert als Badestrand in der Region hatte, durch die Aufschüttung von neuem, weißem Sand aus dem Tunnelbau auf 850 Metern Länge erheblich aufgewertet. Der Strand wird im Sommer von sehr vielen Tagesgästen als Badestrand genutzt, was sich in Zukunft durch erhebliche Veränderungen an der Infrastruktur noch verstärken dürfte. Auch für lange Spaziergänge ist der Strand bestens geeignet, da er im Oberbereich über eine gepflegte Grasnarbe verfügt.

### Deich
Kleinensiel ist durch den Weserdeich vom Überflutungsbereich der Weser getrennt, entlang dessen sich kilometerweise Fahrradwege erstrecken.

### Kleinensieler Hafen
Nahe dem ehemaligen Fähranleger befindet sich der ehemalige Kleinensieler Hafen, der heute allerdings nur noch von einigen Hobbykapitänen benutzt wird. Der Hafen war zudem an das Esenshammer Sieltief angeschlossen und es fand ein reger Warenaustausch statt. Heute wird im ehemaligen Hafenbereich im großen Stil Reet angebaut und geerntet, welches zur Verarbeitung von Reetdächern verwendet wird.

## Geschichte

Fähre Dedesdorf – Kleinensiel um 1900

### Mittelalter
Die Geschichte des Ortes ist seit jeher eng mit der Fährverbindung über die Weser verbunden, die vermutlich seit dem 11. bzw. 12. Jahrhundert besteht. Im Zuge dieser Fährverbindung hat es wohl auch immer lose Ansammlungen von Kleinstsiedlungen, Fährschänken und Ländereien gegeben.

### 1500–1900
Im Jahre 1563 wird der Ort (damals noch unter den Namen „Havendorfer Sandt“ bzw. „Esenshammersiel“ bekannt) erstmals durch die Erwähnung eines „Fehrmannes vom Havendorfer Sandt“ nachweislich erwähnt. Zu dieser Zeit etwa wurde aus der Havendorfer Plate durch Eindeichungen, Siel- und Flussbettverlagerungen Weideland gewonnen, was dem Dorf einen erneuten Wachstumsschub gegeben haben dürfte. Wie man sich die Weser zu der Zeit vorstellen muss zeigt die Tatsache, dass frühe Fähren noch mit langen Stöckern vorwärts bewegt werden konnten.
Im frühen 17. Jahrhundert fand dann erstmals der Name „Kleinen Siel“ und später dann „Kleinensiel“ Einzug auf Landkarten und Dokumenten. Um 1780 dann verlagerte sich der Ortskern in Richtung der alten „Fehr Strasse“ (heutige Fährstraße) und des alten Fährkruges von Edo Thomsen (1780–1836), an der sich heute die Gaststätte bzw. Pension „Deichkrone“ befindet.
Zwischen 1800 und 1845 entstand dann mit Fördergeldern der oldenburgischen Regierung und eigenen Mitteln des Fährwirtes die erste brettbeschlagene Fähranlegestelle.
Aufgrund des immer stärker aufkommenden Dampfschiffverkehrs musste man sich in Kleinensiel auf den Viehtransport konzentrieren, der aber aufgrund der Nähe zur Stadt Nordenham mit ihren massiven Viehexporten nach England ab Mitte des 19. Jahrhunderts sehr lukrativ wurde. Von 1800 an bis zum Beginn des Ersten Weltkrieges 1914 wurden außerdem größere Mengen Sand, Steine, Torf, Holz und Reet umgeschlagen, so siedelten sich zu der Zeit auch Lageristen, Holzbaustoffhändler und Handelsleute in Kleinensiel an, auch ein Zollhaus wurde nötig.
Als dann 1875 die Eisenbahnstrecke Hude-Blexen in Betrieb ging, gewann der Ort Kleinensiel weiter an Bedeutung. Die Fähren passten ihre Fahrzeiten dem Zugfahrplan an, was den Personenverkehr über die Fähre wieder massiv boomen ließ. Außerdem entstand an den Gleisen eine große Viehrampe, welche in ihren Fundamenten noch heute erhalten ist.
Ab 1884 fuhr nun auch die erste Dampffähre, ab 1885 sogar in regelmäßigem Betrieb.

### 1900–heute
Im Jahre 1911 bekam Kleinensiel aufgrund seiner stetig wachsenden Bevölkerung eine eigene Schule, anfangs einklässig, später mehrklässig.
Im selben Jahr übernahm auch die deutsche Reichsbahn den Fährbetrieb, welcher fortan bis 1937 unter dem Namen „Eisenbahnfähre Kleinensiel-Dedesdorf“ betrieben wurde. Diese Fähre lief damals noch in den alten Kleinensieler Hafen im Esenshammer Sielaußentief ein, wo sie neben Kohle auch Passagiere und Waren an Bord nahm. Der Fährbetrieb begann morgens um 08:04 Uhr früh mit der Frühfähre ab Kleinensiel und endete mit der Spätfähre um 21:15 ab Dedesdorf. Zu allen Nichtfahrzeiten machte man damals an einem Anlegeponton mit Brücke direkt an der Weser fest. Die Überreste dieses Anlegepontons existieren noch heute nahe dem zuletzt benutzten Fähranleger. Diese Fähre wurde allerdings auch zeitweise für Vergnügungsfahrten (bis hin zur Bremer Schlachte) verchartert, auf denen es nach Überlieferung der Dorfältesten immer feucht-fröhlich zuging.
1928 dann kam es zur Gründung des „Bürgervereines Kleinensiels“ (plattdeutsch Borgervereen Lütjensiel), der Interessengemeinschaft der Kleinensieler Bürger. Dieser Verein bestimmt bis heute maßgebend die Aktivitäten im Ort.
1937 kam es zum nächsten technischen Entwicklungsschritt im Fährbetrieb. Ab sofort konnten auch PKW und kurze Zeit später auch LKW befördert werden. Durch den Zweiten Weltkrieg blieb der Wachstumsschub allerdings dieses Mal aus.
Nach Ende des Zweiten Weltkrieges wuchs das Dorf nun wieder stetig, wenn auch nicht im selben Ausmaß wie die umliegenden Ortschaften. Der Grund hierfür ist in der Tatsache zu sehen, dass sich keinerlei mittelständische, geschweige denn großindustrielle Unternehmen ansiedelten. So behielt der Ort seinen dörflichen, ländlichen Charakter lange Zeit bis heute.
Am 1. März 1974 kam dann für viele Kleinensieler die schmerzhafte Trennung von der Gemeinde Esenshamm im Zuge der Gemeindegebietsreform. Kleinensiel und seine Bürger hatten sich bis dahin immer in Richtung des Gemeindenachbarn Esenshamm orientiert und waren in den benachbarten Sportvereinen tätig.
Die letzte große Einwohnersteigerung erlebte Kleinensiel Ende der 70er-Jahre bis Mitte der 80er-Jahre und ist auf den Bau des Kernkraftwerkes Unterweser zurückzuführen. In dieser Zeit verdoppelte sich die Einwohnerzahl auf über 800 Einwohner.
Im Jahre 2004 kam dann mit der Eröffnung des Wesertunnels das Ende für die Fährverbindung „Kleinensiel-Dedesdorf“, welches auch diese beiden vorher befreundeten Ortschaften nahezu komplett voneinander trennte.

### Einwohnerzahlen
Am 6. Juni 1961 hatte Kleinensiel 1353 Einwohner. Am 27. Mai 1970 waren es 1277 Einwohner.

## Ortsteile
Zur Bauerschaft Kleinensiel gehören neben dem eigentlichen Ort auch Havendorfer Sand, Beckumersiel, Flügeldeich und Ruschsand.

## Kleinensieler Lied
Gleich hinter hohen Deichen am schönen Weserstrand,
da liegt ein kleines Dörfchen im grünen Marschenland.
Du bist nicht Hamburg, Bremen, für uns musst Du´s nicht sein,
du kleines Hafendörfchen, wir lieben dich allein.
Oh Kleinensiel, oh Kleinensiel du kleines Dorf am Meer,
die Menschen die hier leben, die lieben dich so sehr.
Umweht von Wind und Wellen, hört man die Möwen schreien,
das Wasser kommt und geht, so wird es immer sein.
Oh Kleinensiel, Oh Kleinensiel, du kleines Dorf am Meer,
die Menschen die hier leben, die lieben dich so sehr.

## Tourismus und Nahverkehr
In Kleinensiel existieren mehrere Pensionen mit ausreichend Betten. Außerdem vermieten viele Privat-Pensionen Zimmer an Reisende. Zu Revisionszeiten des Kernkraftwerkes ist allerdings in der Regel alles ausgebucht. Kleinensiel verfügt ferner über mehrere Wohnmobilstellplätze, im Ortskern, am Ortsrand und direkt am alten Fähranleger. In Zukunft wird im alten Sandspülfeld ein Campingplatz geschaffen und der Weserstrand wird weiter zum Naherholungsgebiet aufgewertet.
Der Haltepunkt Kleinensiel wird von der Linie RS 4 der Regio-S-Bahn Bremen/Niedersachsen bedient, die von der NordWestBahn betrieben wird.
| Linie | Verlauf | Takt   |
| ----- | --- | ------ |
| RS 4  | Bremen Hbf – Bremen-Neustadt – Heidkrug – Delmenhorst – Hoykenkamp – Schierbrok – Bookholzberg – Hude – Berne – Elsfleth – Kirchhammelwarden – Brake (Unterweser) – Rodenkirchen (Oldb) – Kleinensiel – Nordenham Stand: Fahrplanwechsel Dezember 2023 | 60 min |

Kleinensiel liegt direkt an der Deutschen Sielroute, einem der beliebtesten Radwanderwege Deutschlands.

## Industrie und Wirtschaft
Kleinensiel war bis 2011 Standort des damals größten Arbeitgebers der Gemeinde Stadland, des Kernkraftwerks Unterweser. Jetzt befindet sich zwischen Rodenkirchen und Kleinensiel ein neu erschlossenes Gewerbegebiet von 11,5 ha Größe.

## Vereine am Ort
- Bürgerverein Kleinensiel
- SV Kleinensiel
- TTC Kleinensiel

## Persönlichkeiten

### Söhne und Töchter des Ortes
- Otto Ammermann, ehemaliger deutscher Vielseitigkeitsreiter, Silbermedaillengewinner bei den Olympischen Spielen 1976 und mehrfacher deutscher Meister

## Sehenswürdigkeiten
- Bronzezeithaus Hartwarderwurp